# فايدن إن در أوبربفالز
فايدن إن در أوبربفالز (بالألمانية: Weiden in der Oberpfalz) هي منطقة حضرية، بلدية ومركز إقليمي كبير تقع في بالاتينات العليا في ألمانيا. يقدر عدد سكانها بـ 42,577 نسمة.

## المدن التوأمة
مدن ماشيراتا، إيسي ليه مولينو، Weiden am See، آنابرغ بوخ هولتس و ماريانسكي لازني هي مدن توأمة لفايدن إن در أوبربفالز.

## أعلام
- ماريا أوتو
- سفين كوب
- ميخائيل برينر
- هانس لانغ
- كارل هوغو شترونتس
- هانس شميت